# Lebensmittelfarbstoff

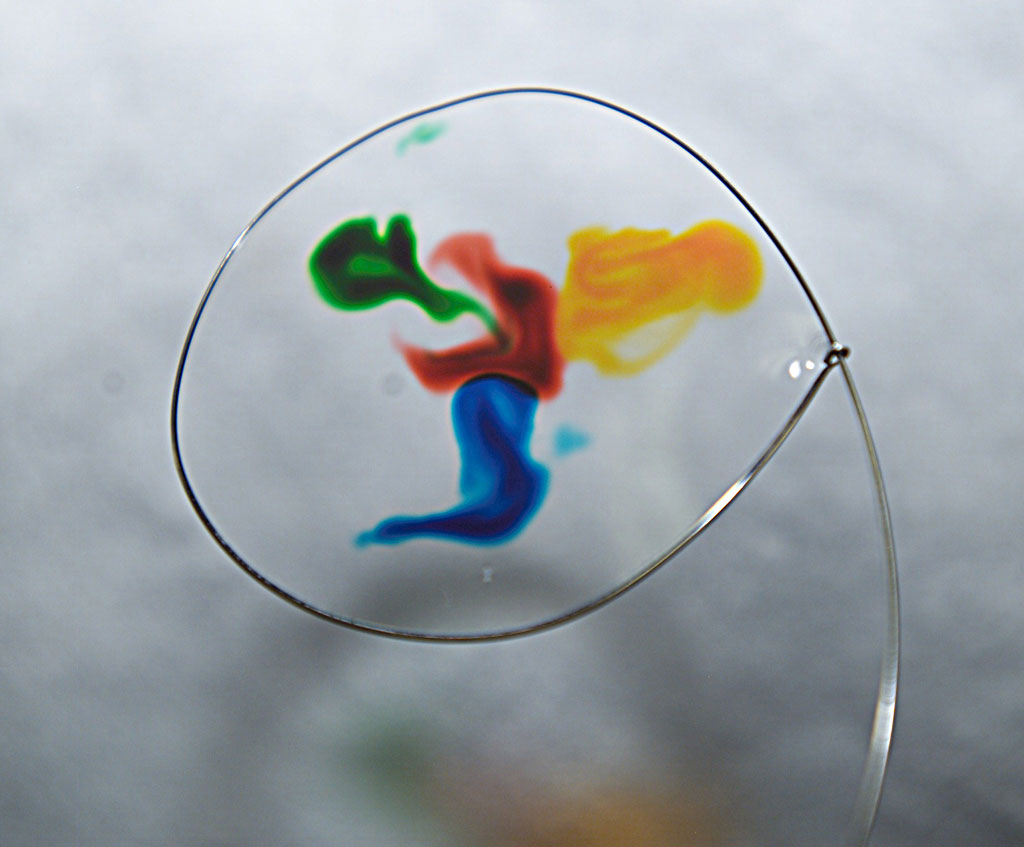
Lebensmittelfarbe auf einem dünnen Wasserfilm

Lebensmittelfarbstoffe sind Lebensmittelzusatzstoffe, die verarbeitungsbedingte Farbveränderungen ausgleichen bzw. die Farberwartungen der Verbraucher befriedigen sollen. In der EU müssen Farbstoffe für Lebensmittel durch die Verordnung (EG) Nr. 1333/2008 mit einer E-Nummer zugelassen sein. Lebensmittel können mit unterschiedlichen Gruppen von Farbstoffen eingefärbt werden:
- Natürliche Farbstoffe, die aus Pflanzen oder Tieren  gewonnen werden können. Beispiele: Carotinoide (E 160a), Beerenfarbstoffe (Anthocyane, E 163), Beten-Farbstoffe (Betanin, E 162), Karmin (E 120), Paprikaextrakt (E 160c) und Curcumin (E 100). Synthetisch hergestellte Farbstoffe mit identischer chemischer Struktur bezeichnet man als naturidentisch.
- Synthetische organische Farbstoffe, die in der Natur nicht vorkommen. Dies sind im Wesentlichen verschiedene Azofarbstoffe wie Tartrazin (E 102), Gelborange S (E 110), Azorubin (E 122), Cochenillerot A (E 124) und Allurarot AC (E 129), aber auch Nichtazofarbstoffe, z. B. Chinolingelb (E 104), das blaue Indigotin (E 132) und das Grün S (E 142).
- anorganischen Pigmenten, wie z. B. Eisenoxide (E 172), Titandioxid (E 171), Silber (E 174) und Gold (E 175).

Die Einfärbung von Lebensmitteln ist auch mit stark färbenden Pflanzen- oder Fruchtextrakten, wie z. B. Rote Beete, Spinat- oder Holundersaft und Gewürzen wie Safran und Gelbwurzel möglich. Diese gelten per Definition (Artikel 3 der Verordnung (EG) Nr. 1333/2008) nicht als Lebensmittelzusatzstoffe und tragen daher auch keine E-Nummer.

## Verwendung

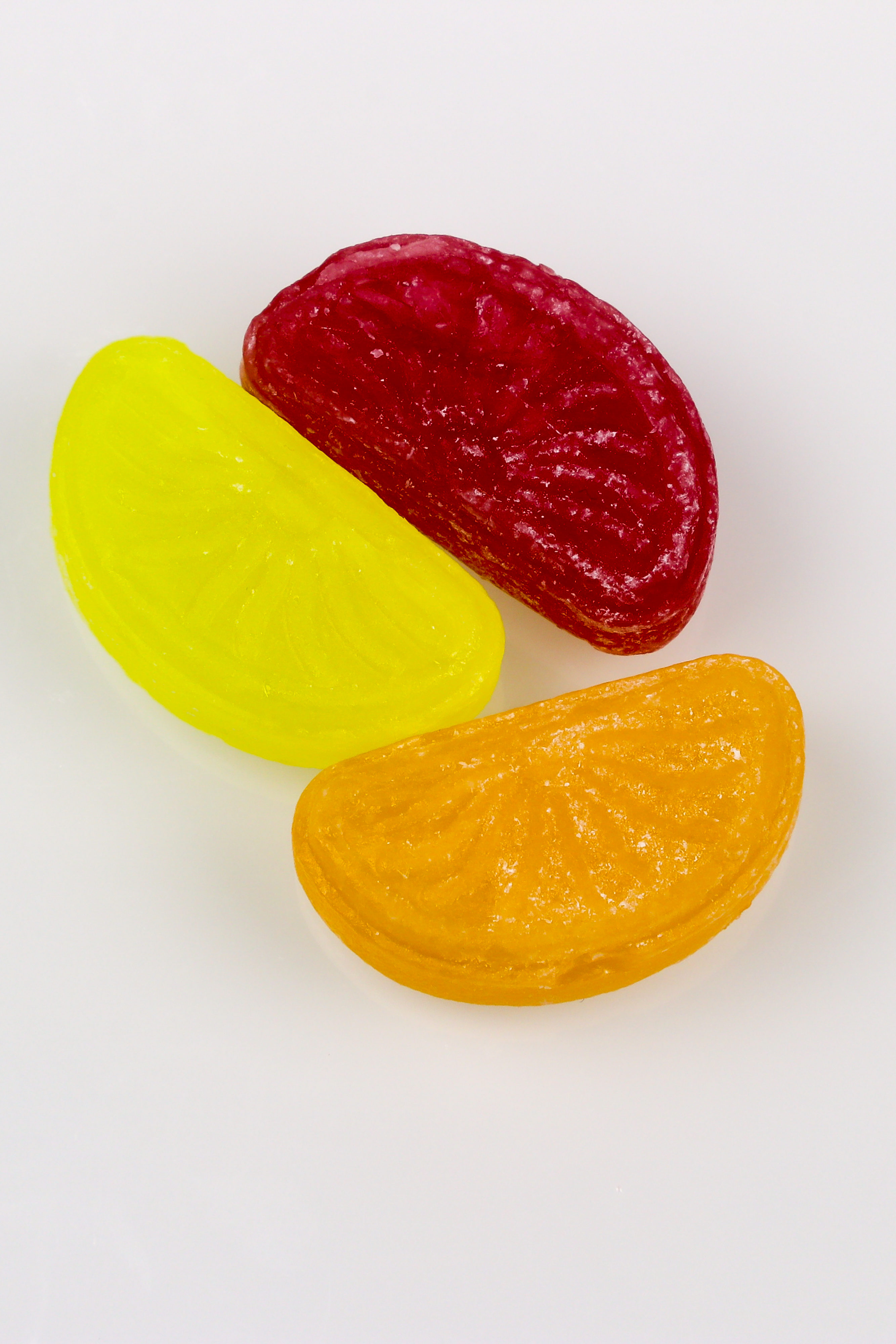
Mit Lebensmittelfarbe eingefärbte Süßigkeiten

Folgende Gründe sprechen für das Einfärben von Lebensmitteln mit Farbstoffen:
- Ausgleich verarbeitungsbedingter Farbverluste, z. B. bei der Konservierung von Früchten
- Farbkorrektur bei Produkten, die aufgrund ihrer Inhaltsstoffe einen schwächeren Farbton haben als es der Konsument erwartet. (z. B. bei Getränken oder Soßen)
- Erzielung einer gleichbleibenden, standardisierten Farbe bei Produkten, die aus Rohstoffen mit wechselnder Qualität und Farbstärke hergestellt werden.
- Erhöhung der Attraktivität bei Produkten, die farblos oder unansehnlich sind (z. B. Margarine, Süßwaren, Desserts)
- Erkennbarmachen des lebensmitteltypischen Geschmacks (z. B. rote Bonbons mit Kirschgeschmack, gelbe Bonbons mit Zitronengeschmack)

Gesetzlich nicht erlaubt ist der Einsatz von Lebensmittelfarbstoffen, um ein minderwertiges Produkt qualitativ besser erscheinen zu lassen (Täuschungsverbot).
Lebensmittelfarbstoffe werden ferner bei Anwendungen eingesetzt, bei denen die gesundheitliche, bzw. toxikologische Unbedenklichkeit wichtig ist, z. B.:
- Häufig werden Malfarben für Kinder aus Lebensmittelfarben hergestellt und sind somit gesundheitlich unbedenklich, wenn sie in den Mund und ins Verdauungssystem gelangen.
- Beim Aufspüren von unterirdischen Wasserverläufen durch das Anfärben und Verfolgen des gefärbten Wassers.
- Die Farbpatronen für Paintball werden aus Sicherheitsgründen mit Lebensmittelfarbstoffen gefüllt.
- Verwendung von Lebensmittelfarbstoffen in der Kosmetik.

## Geschichte

Angebot für Lebensmittelfarben in einem Kochbuch 1911

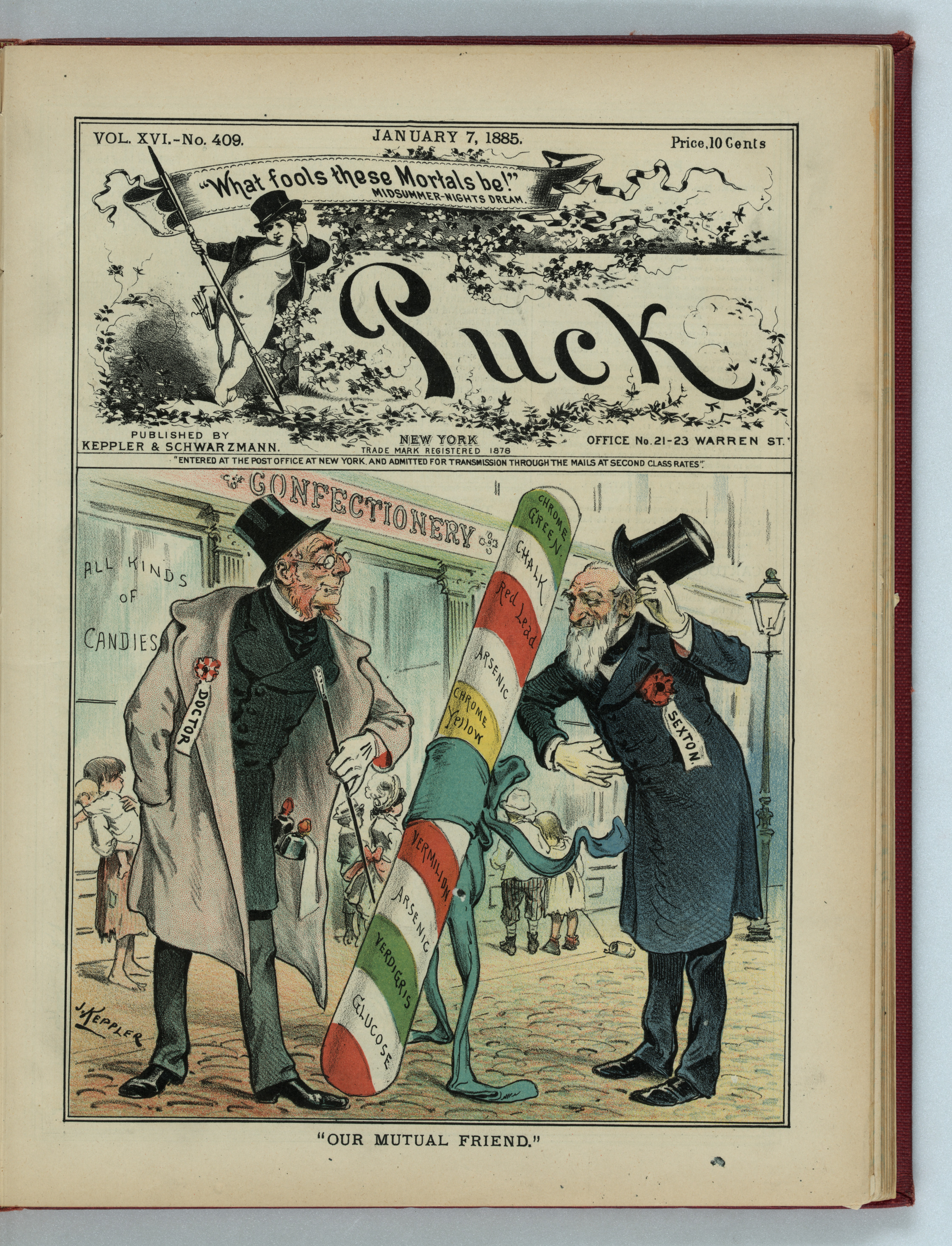
Ein Arzt und ein Bestatter freuen sich über die Farbstoffe in einer Zuckerstange (US-Karikatur 1885)

Das Einfärben von Lebensmittel war in vielen Kulturen für Jahrtausende gängige Praxis. Bis ins 19. Jahrhundert waren nur aus Pflanzen oder Tieren gewonnene Naturfarbstoffe oder mineralische Pigmente verfügbar. Bereits im antiken Ägypten wurde Safran zum Einfärben von Nahrungsmitteln verwendet. Weitere wichtige Farbstoffe waren Koschenille – in Süd- und Mittelamerika schon seit Jahrhunderten gebräuchlich, in Europa ab dem 16. Jahrhundert verfügbar – und Indigo, beispielsweise aus Färberwaid gewonnen. Nach 1850 wurden viele synthetische Farbstoffe entwickelt, die hauptsächlich in der Textilfärberei eingesetzt, aber auch zum Färben von Lebensmitteln verwendet wurden. Im Vergleich zu den Naturfarbstoffen zeigten synthetische Farbstoffe eine bessere Stabilität und eine höhere Farbintensität. Sie waren darüber hinaus durch die Entwicklung der chemischen Industrie in der zweiten Hälfte des 19. Jahrhunderts in großem Maßstab und vergleichsweise kostengünstig zugänglich.
Zunächst war das Färben von Nahrungsmitteln gesetzlich nicht geregelt. Die Giftigkeit von manchen Farbstoffen, insbesondere Vertreter aus der Gruppe der Azofarbstoffe, war noch nicht bekannt oder blieb unbeachtet. So wurde Käse mit Quecksilbersulfid und Zuckerware mit Bleioxid eingefärbt. Teilweise wurden Farbmittel auch in betrügerischer Absicht verwendet, beispielsweise wurde Rotwein mit Fuchsin gefärbt, durch Gelbfärbung von Gebäck ein höherer Eigehalt vorgetäuscht, Orangen durch Injektion mit von roter Farbstofflösung in „Blutorangen“ verwandelt oder auch altes Fleisch farblich „verbessert“. Vorreiter bei den gesetzlichen Regelungen wurde das Vereinigte Königreich mit dem „Sale of Food and Drugs Act“ von 1875. Ab 1887 verbot das erste Lebensmittelgesetz im Deutschen Reich den Einsatz von schwermetallhaltigen Lebensmittelzusatzstoffen. Dieses Gesetz betraf nicht die synthetischen Farbstoffe und es gab noch keine zulässigen Höchstwerte von Zusatzstoffen in Nahrungsmitteln. In den USA wurde das Einfärben von Lebensmitteln erstmals 1906 im Federal Food and Drug Act gesetzlich geregelt.
Ab 1907 wurden in den USA die insgesamt 80 damals gebräuchlichen synthetischen Lebensmittelfarbstoffe durch den deutschen Chemiker Bernhard Hesse systematisch untersucht und toxikologisch beurteilt. Viele synthetische Farbstoffe wurden aufgrund dieser Arbeiten von der Verwendung als Lebensmittelfarbstoffe ausgeschlossen. In Europa wurde durch eine Richtlinie 1962 für die EWG-Mitgliedstaaten erstmals einheitlich geregelt, welche Farbstoffe in Lebensmitteln verwendet werden dürfen, welchen Reinheitsanforderungen diese dann genügen müssen und, wie sie zu nennen und mit welcher Nummer sie zu kennzeichnen seien. Zur Normierung bezog man sich mangels anderer Ordnungssysteme auf damals übliche Trivialnamen, chemische Namen oder Beschreibungen zur Herkunft oder Herstellung sowie auf die Farbstofftabellen von Gustav Schultz von 1931, auf den Rowe Colour Index von Frederick Maurice Rowe (1891–1947) von 1924 und eine Zusammenstellung der Farbstoff-Kommission der DFG von 1957. Man begann mit 1, sortierte nach Anwendungsfeld und nach Farben und begann mit in der Masse oder auf der oberflächlich gelber Färbung (zweite Ziffer = 0). Aus diesen dreistelligen, anfangs so genannten EWG-Nummern entwickelte sich das System der E-Nummern.

## Gesetzliche Regelungen und Kennzeichnung

### Codex Alimentarius
Die von der UN 1963 gegründete Codex Alimentarius Kommission erarbeitet Standards und Normen für die Lebensmittelsicherheit und -produktqualität.

### Europäische Union
Die Verwendung von Lebensmittelfarbstoffen wurde ursprünglich durch die Richtlinie 62/2645/EWG und danach durch die Richtlinie 94/36/EG vom 30. Juni 1994 geregelt. Letztere wurde dann von der Verordnung (EG) Nr. 1333/2008 vom 16. Dezember 2008 über Lebensmittelzusatzstoffe abgelöst.  Als EU-Verordnung gilt diese Verordnung unmittelbar in allen Mitgliedsstaaten der EU, die Umsetzung in nationales Recht ist nicht nötig.
In der EU und der Schweiz dürfen nur zugelassene, mit einer E-Nummer versehene Lebensmittelzusatzstoffe in Verkehr gebracht werden.  Diese Zusatzstoffe müssen auf dem Produkt kenntlich gemacht werden. Bestimmte Lebensmittel dürfen nicht mit Farbstoffzusätzen versehen werden. Dies sind insbesondere unbehandelte Lebensmittel und Grundnahrungsmittel, wie Milch, Zucker, Obst, Gemüse und Pilze. Für manche Lebensmittel sind nur bestimmte Farbstoffe mit festgelegten Maximalmengen zulässig (Beispiel: Mit Fruchtgeschmack aromatisierte Frühstücksgetreideprodukte dürfen nur die Farbstoffe E 120, E 162 und E 163 mit maximal 200 mg/kg enthalten).
Lebensmittel die folgende Farbstoffe enthalten, müssen in der EU nach Anhang V, Teil B der Verordnung (EG) Nr. 1333/2008 zusätzlich mit dem Hinweis „Kann Aktivität und Aufmerksamkeit bei Kindern beeinträchtigen“ gekennzeichnet werden:
- E 102 – Tartrazin
- E 104 – Chinolingelb
- E 110 – Gelborange S
- E 122 – Azorubin
- E 124 – Cochenillerot A
- E 129 – Allurarot AC

Die Kennzeichnungspflicht entfällt für (a) Lebensmittel, bei denen die Lebensmittelfarbstoffe bei Fleischerzeugnissen zur Kennzeichnung zu Gesundheits- oder anderen Zwecken verwendet werden, sowie Stempelaufdrucke und Farbverzierungen auf den Schalen von Eiern und (b) Getränke, die mehr als 1,2 Vol-% Alkohol enthalten.

### Deutschland
Die europäischen Richtlinien sind mit dem Lebensmittel- und Futtermittelgesetzbuch (LFGB) in nationales Recht umgesetzt.

## Liste der zugelassenen Lebensmittelfarbstoffe
Die in der EU zugelassenen Farbstoffe für Lebensmittel sind in Anhang II, Teil B der Verordnung (EG) Nr. 1333/2008 (Stand August 2021), die in der Schweiz zugelassen im Anhang 1 der Zusatzstoffverordnung (ZuV) (Stand: Juli 2020) aufgeführt.
| Stoff                                                                             | Nummer                          | Färbung                   | Bemerkung             |
| --------------------------------------------------------------------------------- | ------------------------------- | ------------------------- | --------------------- |
| Allurarot AC                                                                      | E 129                           | rot                       |                       |
| Aluminium                                                                         | E 173                           | silbriggrau               | anorganisches Pigment |
| Amaranth                                                                          | E 123                           | rot                       |                       |
| Anthocyane                                                                        | E 163                           | rot, violett, blau        |                       |
| Azorubin                                                                          | E 122                           | rot                       |                       |
| Betanin                                                                           | E 162                           | rot                       |                       |
| Braun HT                                                                          | E 155                           | rotbraun                  |                       |
| Brillantblau FCF                                                                  | E 133                           | blau                      |                       |
| Brillantschwarz BN                                                                | E 151                           | violett, braun, schwarz   |                       |
| Calciumcarbonat                                                                   | E 170                           | weiß                      | anorganisches Pigment |
| Canthaxanthin                                                                     | E 161 g                         | rot                       |                       |
| Carotin                                                                           | E 160 a                         | gelb, orange, rot         |                       |
| i) Annatto Bixin, ii) Annatto Norbixin                                            | E 160 b                         | gelb, orange, rot         |                       |
| Paprikaextrakt (Capsanthin, Capsorubin)                                           | E 160 c                         | gelb, orange, rot         |                       |
| Lycopin                                                                           | E 160 d                         | gelb, orange, rot         |                       |
| Beta-apo-8′-Carotinal                                                             | E 160 e                         | gelb, orange, rot         |                       |
| Chinolingelb                                                                      | E 104                           | gelb                      |                       |
| Chlorophylle und Chlorophylline                                                   | E 140                           | grün                      |                       |
| Cochenillerot A                                                                   | E 124                           | rot                       |                       |
| Curcumin                                                                          | E 100                           | orangegelb                |                       |
| Eisenoxide und Eisenhydroxide                                                     | E 172                           | gelb, rot, braun, schwarz | anorganisches Pigment |
| Erythrosin                                                                        | E 127                           | rosa-rot                  |                       |
| Gelborange S                                                                      | E 110                           | gelborange                |                       |
| Gold                                                                              | E 175                           | goldgelb                  | anorganisches Pigment |
| Grün S                                                                            | E 142                           | grün                      |                       |
| Indigotin                                                                         | E 132                           | blau                      |                       |
| Echtes Karmin                                                                     | E 120                           | rot                       |                       |
| Kupferhaltige Komplexe der Chlorophylle und Chlorophylline                        | E 141                           | grün                      |                       |
| Litholrubin BK                                                                    | E 180                           | rot                       |                       |
| Lutein                                                                            | E 161 b                         | goldgelb, orangegelb      |                       |
| Patentblau V                                                                      | E 131                           | blau                      |                       |
| Pflanzenkohle                                                                     | E 153                           | schwarz                   | Pigment               |
| Riboflovine: Riboflavin (Lactoflavin, Vitamin B2), Riboflavin-5-phosphat          | E 101                           | gelb                      |                       |
| Silber                                                                            | E 174                           | silbergrau                | anorganisches Pigment |
| Tartrazin                                                                         | E 102                           | zitronengelb              |                       |
| Titandioxid                                                                       | E 171                           | weiß                      | anorganisches Pigment |
| Zuckerkulör Sulfitlaugen-Zuckerkulör Ammoniak-Zuckerkulör Ammonsulfit-Zuckerkulör | E 150 a E 150 b E 150 c E 150 d | schwarz                   |                       |